# Fotabe
Fotabe (ou Ekpaw, Nkpo, Ikpaw) est une localité du Cameroun située dans la Région du Sud-Ouest et le département de Manyu. Elle est rattachée administrativement à l'arrondissement de Upper Bayang (Tinto Council) et au canton de Tinto.

## Population
En 1953 Fotabe, Akiriba et Sumbe comptaient ensemble 609 habitants, des Banyang. En 1967 le village de Fotabe, seul, en comptait 516. À cette date il disposait d'une école presbytérienne fondée en 1943, d'un marché chaque vendredi, d'une coopérative (CPMS) et d'un point d'eau.
Lors du recensement de 2005, on a dénombré 766 personnes à Fotabe.